# Abri Pataud
Abri Pataud – górnopaleolityczne stanowisko archeologiczne, nawis skalny położony w południowo-zachodniej Francji, w doline Vézère, w pobliżu miejscowości Les Eyzies-de-Tayac, nazywanej „stolicą francuskiej prahistorii”. Pierwsze badania archeologiczne prowadzone były w latach 1953-64 przez amerykańskiego prehistoryka Hallama L. Moviusa. Na terenie schronienia wciąż są prowadzone prace badawcze. Stanowisko jest obecnie udostępnione do zwiedzania. Od 25 czerwca 1930 roku posiada status monument historique, w kategorii classé (zabytek o znaczeniu krajowym). 

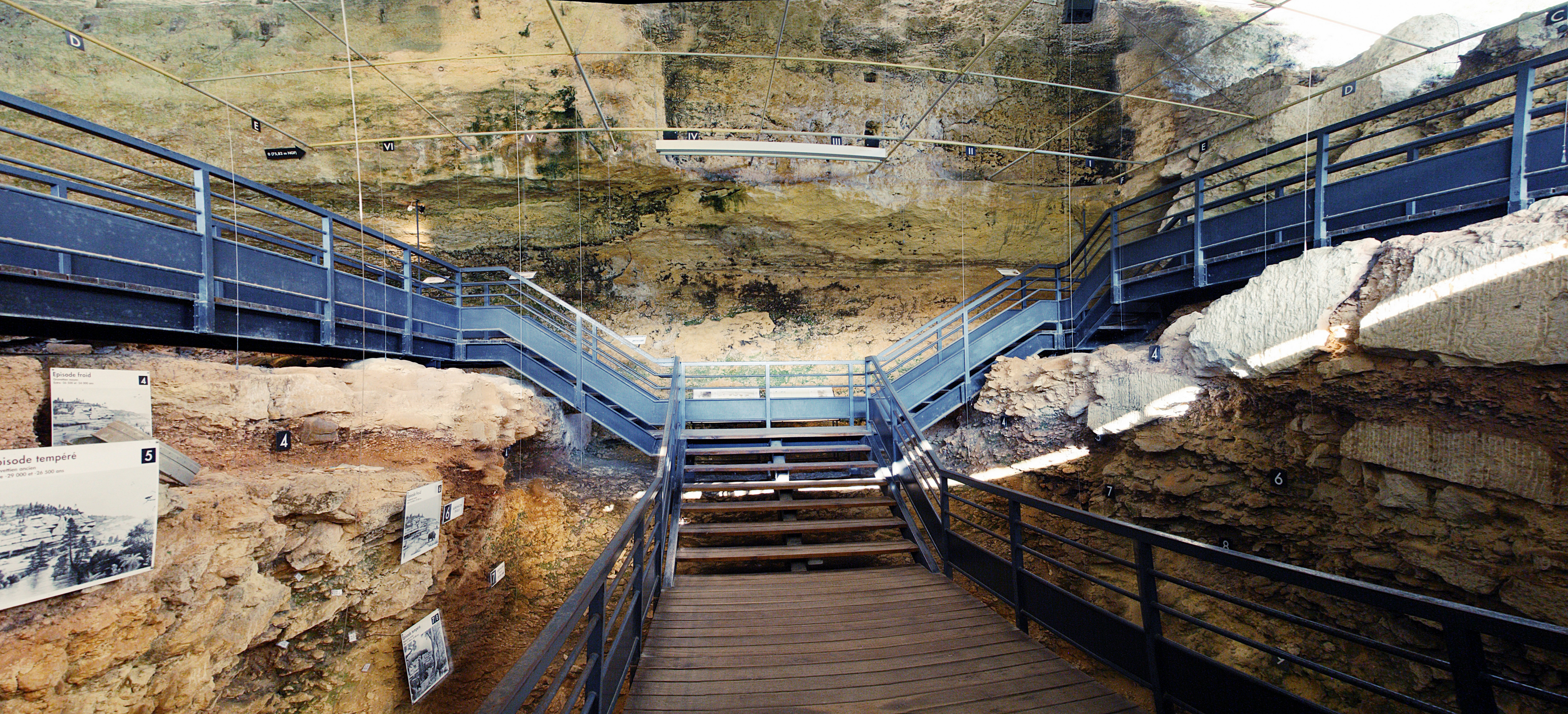
Abri Pataud

## Stratygrafia
Sekwencja stratygraficzna odsłonięta pod nawisem obejmowała 14 warstw. W tym 9 warstw kultury oryniackiej:
- warstwy 14-12 - wczesny oryniak, datowane od 34 250 do 32 900 BP
- warstwy 10-6 - środkowej i późny oryniak, datowane od 32 000 do 28 510 BP

Seria warstw graweckich obejmowała 4 jednostki stratygraficzne:
- warstwa 5 - wczesna faza zachodnioeuropejskiego grawetienu, datowana od 28 400 do 26 330 BP
- warstwa 4 – późny grawetien z rylcami typu Noailles, datowana od 26 300 do 26 100 BP
- warstwa 3 – późny grawetien (VI) typu Laugerie-Haute, datowana na 23 180 do 23 010 BP
- warstwa 2 - późny grawetien z zespołem narzędzi podobnym do kultury protomagdaleńskiej, znanej spod nawisu Laugerie-Haute, datowana od 22 000 – 21 980 BP.

## Inwentarz
Bogaty inwentarz, zwłaszcza warstw graweckich, wskazuje na wielokrotne powroty łowców paleolitycznych. Przykładowo z warstwy 5 pochodzi 8000 kamiennych narzędzi retuszowanych i 82 wyroby z kości i rogu. Wśród pozostałości kostnych znaczną przewagę ma renifer, stanowiący ponad 90% wszystkich szczątków, we wszystkich odsłoniętych poziomach stratygraficznych. 
W warstwie 3 znaleziono tzw. Wenus z Abri Pataud. Postać kobiety (wysokości 58 mm) wyrytą w małym bloku skały (9,4 x 14 cm).